# 송복
송복(宋復, 1937년 6월 15일 ~ )은 대한민국의 정치사회학자이다. 서울대학교 정치학과를 나온 이후 사상계, 서울신문의 기자를 역임했고, 1975년부터 연세대학교 사회학과 교수로 재직하다가 2002년에 정년퇴임했다. 본관은 청주(淸州).

## 활동
1960년대 《사상계》 기자, 《청맥》지 편집장, 서울신문 외신부 기자를 거쳐 1975년 이후 연세대학교 사회학과 교수를 역임했다. 대한민국 사회학의 토대를 닦은 제1세대의 대표적 학자이다. 1970년대 후반부터 왕성한 저술과 신문칼럼을 통해 한국 보수주의의 사상적 근거를 마련한 대표적 학자이자 논객이다. 2003년 정년 퇴직 이후 임진왜란의 역사적 기원과 영향을 밝힌 《위대한 만남: 서애 류성룡》을 발표해 한국사와 동양학으로 학문의 영역을 넓혀 가고 있다.

## 저서
- 《조직과 권력》(1991, 나남) ISBN 5000132723 {{isbn}}의 변수 오류: 유효하지 않은 ISBN.
- 《동양적 가치란 무엇인가?》(1995, 생각의나무) ISBN 8988045513
- 《한국사회의 갈등구조》(2003. 4. 10. 경문사) ISBN 8942006191
- 《위대한 만남: 서애 류성룡》(2007, 지식마당) ISBN 9788909138009 {{isbn}}의 변수 오류: 유효하지 않은 ISBN.
- 《류성룡, 나라를 다시 세우겠나이다》(2007, 시루)
- 《특혜와 책임》(2016, 가디언)